# Stranded Deep
Stranded Deep — компьютерная игра в жанре симулятора выживания с открытым миром, разработанная австралийской студией и выпущенная Beam Team Games для игровых консолей PlayStation 4 и Xbox One в 2020 году, а версия для Nintendo Switch была выпущена в 2021; версии для Microsoft Windows, macOS, Linux вышли в 2022 году.

## Игровой процесс
Действие Stranded Deep происходит в Тихом океане. Игрок управляет единственным выжившим с потерпевшего крушения самолёта; персонаж должен самостоятельно искать ресурсы для выживания, исследовать мир и избегать опасностей — например, нападений акул и ядовитых змей. В начале игры персонаж оказывается в открытом море среди акул и должен добраться до безопасного необитаемого острова, где может мастерить примитивные инструменты из камней и палок, искать съедобные растения, ловить крабов и рыбу. Мир игры, в том числе острова, остовы разбитых кораблей, находящиеся как на поверхности, так и под водой, и иные примечательные места, включая боссов, генерируются процедурным образом.
Игра не содержит постоянно присутствующих на экране элементов визуального интерфейса — информация о состояние здоровья, показателей голода и жажды присутствует на наручных часах персонажа, на которые можно взглянуть в любой момент. Если персонажу удастся прожить достаточно долго, он может построить не только тропическую виллу, но даже вертолёт для перемещения между островами. В ранних версиях игры создание предметов и сооружений происходило не в специальном окне интерфейса, а прямо в мире игры — достаточно было разместить ресурсы на земле, и специальная иконка показывала, что из них можно создать. Эта приближенная к реальности, но неудобная система позже была заменена на более удобное меню со списками ресурсов. В более поздних версиях игры также появились обучение и подсказки для игрока.

## Разработка и выпуск
Игра должна была быть выпущена в октябре 2018 года, но компания Telltale Games, которая должна была выступить издателем игры на консолях, обанкротилась и была закрыта; разработчики сообщили, что делают «все возможное», чтобы игра все-таки была выпущена.
Полная версии для консолей была выпущена 21 апреля 2020 года. Полная версия для ПК была выпущена 11 августа 2022 года.
В мае 2021 года Stranded Deep стала бесплатной для подписчиков PlayStation Plus.

## Отзывы
Альфа-версия игры, выпущенная в раннем доступе Steam, получила сдержанные отзывы: обозреватели отмечали привлекательную графику игры и интересный геймплей в духе робинзонады, но критиковали большое количество технических проблем и отсутствие какого-либо обучения или подсказок для игрока.
Летом 2018 года, благодаря уязвимости в защите Steam Web API, стало известно, что точное количество пользователей сервиса Steam, которые играли в игру хотя бы один раз, составляет 1 154 025 человек.